# 少孢根霉
少孢根霉（學名：Rhizopus oligosporus）是根黴屬的一種真菌，常作為製作丹貝的發酵劑，它可以長出白色蓬鬆的菌絲體，與被部份分解的大豆結合成白色的餅狀食品，這種真菌可以在印尼攝氏30-40度的環境下快速生長，且脂肪分解與蛋白酶解的活性高，又可以分泌抑制其他微生物生長的物質，因而適合用來生產丹貝。少孢根霉可能於數個世紀前，在印尼由微孢毛黴馴化而來，並在馴化的過程中丟失了製造根瘤菌素與rhizonin等毒素的基因。
少孢根霉被食用後，會在人體中繼續分泌抗生素，抑制金黃色葡萄球菌與枯草桿菌等革蘭氏陽性菌的生長，有研究顯示常食用丹貝的人較不易發生腸道感染。

## 分類
有研究將少孢根霉視為微孢毛黴的變種（Rhizopus microsporus var. oligosporus）。2014年，分子種系發生學的研究結果顯示少孢根霉與微孢毛黴是同一種物種，兩者互為同物異名。

## 外部連結
- 分類地位 （页面存档备份，存于）